# Pendelur

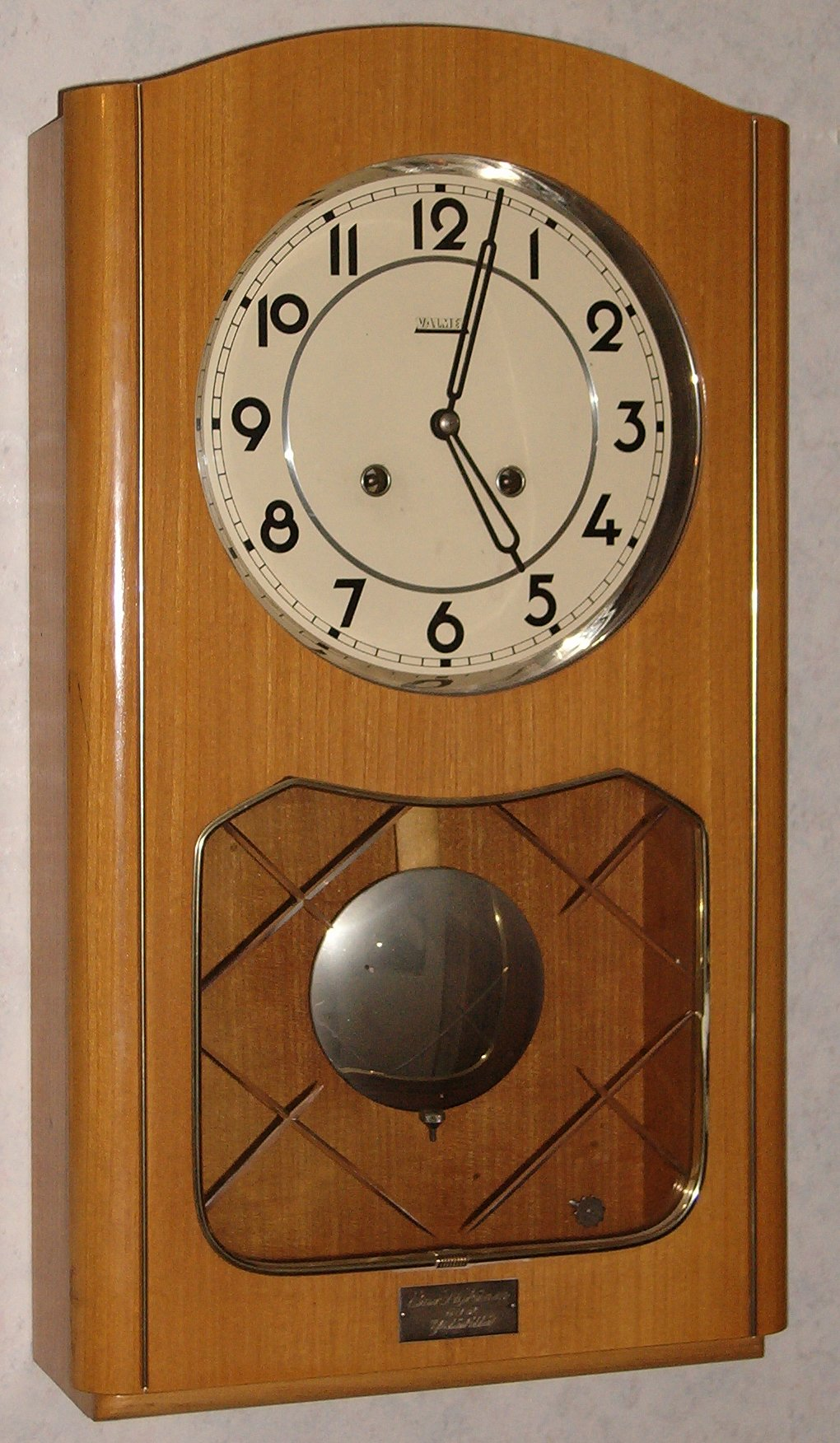
Väggklocka med pendel från 1900-talet.

Ett pendelur eller en pendyl är ett ur där en pendel reglerar urets gång. Det första pendeluret konstruerades 1656 av Christiaan Huygens.

## Historik och utveckling

### Bakgrund
Galileo Galilei anses vara upptäckaren av pendelns isokronism (1583), det vill säga att svängningstiden är oberoende av amplituden. Han hade också insett att den kunde användas som tidmätare, och gjorde även en ofullständig skiss till hur han tänkt sig ett pendelur, men konstruerade dock aldrig någon klocka. I Italien gjordes dock under början av 1600-talet andra skisser på pendelur, och en Italiensk urmakare Camerini kom att konstruera några pendelur före Huygens uppfinning.
Möjligen var dock araberna ännu tidigare med att upptäcka pendelns föregångare.
Huygens' självständiga uppfinning 1656 blev dock den som blev utslagsgivande för pendelurets genombrott som urverkskonstruktion.

### Funktion
Pendelurens drivkraft är antingen en spänd fjäder eller en fallande vikt (lodet), som sätter valsen och därigenom hela urverket i rörelse. Eftersom lodet verkar oavbrutet och således förorsakar en i hastighet tilltagande rörelse, måste man använda en hämmande kraft, en regulator, och därtill tjänar pendeln. Denna är förenad med ankaret (alternativ ett gånghake eller en lappspindel), vilket omväxlande ingriper än på den ena, än på den andra sidan i tänderna på det vid valsen fästa steghjulet, så att detta hjul under en dubbel pendelsvängning inte kan vridas mera än 1 tand.
Om pendeln på en sekund gör en svängning fram och en tillbaka samt hjulet har 60 tänder, så vrider det sig ett varv på en minut. En sekundvisare kan således anbringas och en minutvisare fästas vid valsen av ett annat hjul, som är på det sätt förenat att det vrider sig 1 varv, under det att hjulet gör 60 varv. Vikten eller fjädern återger åt pendeln den förlust i rörelseenergi, som friktionens och luftens motstånd förorsakar. Hastigheten i pendelurets gång beror endast på pendelns längd, vilken kan förändras genom att förflytta pendelskivan.

### Utveckling och förbättringar
Fjäderuren hade före pendelns genomslag varit mycket otillförlitliga, då deras kraft även med urverksnäcka blev ojämn och hastigheten därför ofta varierade. Pendeln var till en början kort med stor svängningsbåge, ganska snart övergick man till en längre pendel med små svängningar.
Även de loddrivna klockorna fick dock en jämnare gång med pendelns introduktion. Ganska snart visade sig dock spindelgången vara mindre lämplig för loddrivna pendelur och omkring 1675 konstruerade engelsmannen William Clement släphaksgången, där lappspindeln ersattes av en gånghake. George Graham skapade omkring 1710 en förbättrad hakgång, den vilande hakgången där steghjulet endast rör sig i impulsögonblicket, och i övrigt befinner sig i vila.

## Kompensationspendlar
Pendelurets hastighet beror av pendelns längd eller mer korrekt pendelns tyngdpunkts avstånd från upphängningspunkten. De flesta material utvidgar sig när den omgivande temperaturen stiger, och då måste man justera pendelns längd för att klockan ska gå rätt. Vid långa sjöfärder kunde detta vara ett problem, eftersom man dels saknade möjlighet att kontrollera temperaturen, dels saknade referens för tidgivningen. Att mäta tiden var nödvändigt för att kunna bestämma longituden. En konstruktion som lyckas kompensera för pendelns värmeutvidgning kallas kompensationspendel.
Den engelske urmakaren George Graham, som tidigare utvecklat den vilande hakgången, konstruerade 1721 en kvicksilverpendel. Dess tyngd utgörs av ett rör fyllt med kvicksilver, liknande en termometer. När temperaturen stiger och pendelstången utvidgas och blir längre, expanderar och stiger kvicksilvret, så att tyngdpunkten förskjuts uppåt. Vid rätt proportioner i konstruktionen, kan en konstant "pendellängd" uppnås.

A: Rostpendelns yttre
B: vid normal temperatur
C: vid högre temperatur
Blått = Stål, Gult = Zink

Den engelske snickaren John Harrison lyckades 1725 konstruera en rostpendel (gridiron pendulum) bestående av två metaller, järn och mässing, vars olika värmeutvidgning kunde fås att ta ut varandra. Oavsett temperatur, höll den alltså konstant längd. Han skickade 1730 in en beskrivning av sin konstruktion, "H1", till Royal Societys tävling och efter en provtur till Lissabon fick han 200 pund för fortsatt arbete. Hans senare kronometrar användes av James Cook. Se vidare longitudproblemet.
Senare har man använt zink i stället för mässing, vilket ytterligare förenklar konstruktionen. Eftersom zink utvidgar sig precis dubbelt så mycket som stål, används två stålstänger och en zinkstång, så att deras värmeutvidgning kompenserar för varandra. För att få symmetri i bygget, används fem stänger. Ordet rost ska förstås i betydelsen galler (gridiron), inte järnoxid.
Ett tredje sätt att kompensera en pendels värmeutvidgning är att använda lameller eller fjädrar av olika metaller (bimetall) för att förflytta tyngden i motsatt riktning mot pendelstångens förlängning.
På 1890-talet upptäcktes legeringen invar vars värmeutvidgning är obetydlig. Därmed upphörde behovet av kompensationspendlar. Under andra halvan av 1900-talet har pendelur ersatts av mer exakta och kompakta elektroniska kvartsur för vardagliga syften och atomur för vetenskapliga syften.